# Virum Stadion
Virum Stadion er et fodboldstadion i Virum som er hjemsted for fodboldklubben Virum-Sorgenfri Boldklub.